# Luis Sodiro
Luis Sodiro (né le 29 mai 1836 à Vicence près de Venise, en Italie et mort le 15 mai 1909 à Quito, Équateur) est un religieux, important collecteur et botaniste équatorien d'origine italienne.

## Biographie
En 1856, Luis Sodiro est intronisé dans la Compagnie de Jésus, et part étudier à Innsbruck la théologie, la philosophie, les langues et les sciences naturelles.
Il est d'abord professeur d'histoire naturelle au Gymnasium de Raguse, et se familiarise non seulement avec la flore de la Dalmatie et de l'Italie du nord, mais aussi avec celle du Rhin et des Alpes.
Invité en république d'Équateur pour y fonder, avec d'autres professeurs dont Kolberg, Epping, Dressel, Hays, Boeskes, Clessen, Brugere, l'école polytechnique, il y arrive en 1871 et s'y établit définitivement. Il y occupe la chaire de botanique et de sciences naturelles jusqu'à la révolution de 1876, date à laquelle il devient professeur au collège jésuite de Pifo. En septembre 1883, il est proposé comme directeur de la deuxième école polytechnique de Quito. Il fonde le jardin jardin botanique national de Quito auquel il lègue ses collections et son herbier, riche de plus de 8 000 échantillons de 4 226 espèces.

## Quelques publications
- Apuntes sobre la segetacion ecuadoriana - Cours publié dans le programme du Polytechnikum de Quito, 1875
- Relación sobre la erupción del Cotopaxi acaecida el 26 de junio de 1877 - Quito :Impr. nacional, 1877
- Gramíneas ecuatorianas de la provincia de Quito - Anales de la Universidad de Quito, 1880
- Reflexiones sobre la agricultura ecuatoriana - Quito : Imp. del Gobierno, 1883
- Recensio cryptogamarum vascularium Provinciæ Quitensis - Quiti ; typis curiæ ecclesiasticæ, 1883
- Cryptogamae vasculares Quitenses adiectis speciebus in aliis provinciis ditionis Ecuadorensis hactenus detectis - Quiti : Typis Universitatis, 1893 Téléchargeable sur Biblioteca Digital
- Contribuciones al conocimiento de la flora ecuatoriana ; Monografia I. Piperaceas ecuatorianas - Quito : Tip. de la Escuela de Artes y Oficios, 1901 Téléchargeable sur Biblioteca Digital
- Nuevas adiciones (a las Piperaceas ecuatorianas) - Quito : s.n.; 1902 - Téléchargeable sur Biblioteca Digital
- Contribuciones al conocimiento de la flora Ecuatoriana ; Monographia II. Anturios ecuatorianos - Quito : Tip. de la Escuela de Artes y Oficios, 1903 Téléchargeable sur Biblioteca Digital
- Sertula florae ecuadorensis - Quito : Typis Universitatis, 1908

## Plantes qui lui ont été dédiées
Le genre Sodiroella Schltr. de la famille des Orchidacées ainsi que de nombreuses plantes lui ont été dédiées :
| - Acmella sodiroi (Hieron.) R.K.Jansen (1985) Astéracée - Acrostichum sodiroi Baker (1877) Ptéridacée - Ageratina sodiroi (Hieron.) R.M.King & H.Rob. (1970) Astéracée - Alchornea sodiroi Pax & K.Hoffm. (1914) Euphorbiacée - Alloispermum sodiroi (Hieron.) H.Rob. (1979) Astéracée - Alsophila sodiroi Baker (1891) Cyathéacée - Artemisia sodiroi Hieron. (1900) Astéracée - Aspidium sodiroi (Baker) Hieron. (1904) Dryoptéridacée - Aspilia sodiroi Hieron. (1900) Astéracée - Asplenium sodiroi Christ (1901) Aspléniacée - Aster sodiroi Hieron. (1900) Astéracée - Axinaea sodiroi Wurdack (1976) Mélastomatacée - Baccharis sodiroi Hieron. (1900) Astéracée - Barnadesia sodiroi Hieron. (1900) Astéracée - Begonia sodiroi C.DC. (1908) Bégoniacée - Blechnum sodiroi C.Chr. (1905) Blechnacée - Buesia sodiroi (C.Chr.) Copel. (1939) Hyménophyllacée - Calathea sodiroi Eggers (1893) Marantacée - Calea sodiroi Hieron. (1900) Astéracée - Calliandra sodiroi Harms (1921) Fabacée - Camaridium sodiroi Schltr. (1917) Orchidacée - Carex sodiroi Kük. (1904) Cypéracée - Catasetum × sodiroi Schltr. (1921) Orchidacée - Cleome sodiroi (Gilg) Heilborn (1931) Capparacée - Clibadium sodiroi Hieron. (1900) Astéracée - Crepis sodiroi Hieron. (1900) Astéracée - Critoniopsis sodiroi (Hieron.) H.Rob. (1990) Astéracée - Ctenopteris sodiroi (Christ & Rosenst.) Copel. (1956) Grammitidacée - Culcitium sodiroi Hieron. (1900) Astéracée - Cyathea sodiroi C.Chr. (1905) Cyathéacée - Cyathomone sodiroi S.F.Blake (1923) Astéracée - Cynanchum sodiroi K.Schum. (1898) Asclépiadacée - Dennstaedtia sodiroi Diels (1899) Dennstaedtiacée - Dichaea sodiroi Schltr. (1921) Orchidacée - Diothonea sodiroi Schltr. (1916) Orchidacée - Dracula sodiroi (Schltr.) Luer (1978) Orchidacée - Elaphoglossum sodiroi (Baker) Christ -(1899) Lomariopsidacée - Elleanthus sodiroi Schltr. (1916) Orchidacée - Encelia sodiroi Hieron. (1900) Astéracée - Epidendrum sodiroi Schltr. (1916) Orchidacée - Erato sodiroi (Hieron.) H.Rob. (1976) Astéracée - Erigeron sodiroi Hieron. (1900) Astéracée - Eugenia sodiroi Diels (1907) Myrtacée - Eupatorium sodiroi Hieron. (1900) Astéracée - Ficus sodiroi Rossberg -(1937) Moracée - Geonoma sodiroi Dammer ex Burret -(1930) Arécacée - Gnaphalium sodiroi Hieron. (1900) Astéracée - Gomphichis sodiroi Schltr. (1921) Orchidacée - Govenia sodiroi Schltr. (1921) Orchidacée - Grabowskia sodiroi Bitter (1914) Solanacée - Grammitis sodiroi (Christ & Rosenst.) C.V.Morton (1967) Grammitidacée - Guatteria sodiroi Diels (1907) Annonacée - Guevaria sodiroi (Sodiro) R.M.King & H.Rob. (1974) Astéracée - Gynoxys sodiroi Hieron. (1900) Astéracée - Habenaria sodiroi Schltr. (1915) Orchidacée - Helianthus sodiroi Hieron. (1900) Astéracée - Hymenophyllum sodiroi C.Chr. (1905) Hyménophyllacée - Hyospathe sodiroi Dammer ex Burret (1929) Arécacée - Inga sodiroi Harms (1915) Légumineuse - Iochroma sodiroi Dammer (1905) Solanacée - Jungia sodiroi Hieron. (1900) Astéracée - Kingianthus sodiroi (Hieron.) H.Rob. (1978) Astéracée - Lasiocephalus sodiroi (Hieron.) Cuatrec. (1990) Astéracée - Liabum sodiroi Hieron. (1900) Astéracée - Lycianthes sodiroi Bitter (1920) Solanacée - Lycoseris sodiroi Hieron. (1900) Astéracée | - Macleania sodiroi Hoerold (1909) Ericacée - Malaxis sodiroi (Schltr.) Dodson (1989) Orchidacée - Marcgraviastrum sodiroi (Gilg) Bedell ex S.Dressler (1999) Marcgraviacée - Masdevallia sodiroi Schltr. (1915) Orchidacée - Maxillaria sodiroi (Schltr.) Dodson (1994) Orchidacée - Melpomene sodiroi (Christ & Rosenst.) A.R.Sm. & R.C.Moran (1992) Grammitidacée - Miconia sodiroi Wurdack (1978) Mélastomatacée - Microstylis sodiroi Schltr. (1921) Orchidacée - Mikania sodiroi Hieron. Astéracée - Munnozia sodiroi (Hieron.) H.Rob. & Brettell (1974) Astéracée - Mutisia sodiroi Hieron. (1900) Astéracée - Narvalina sodiroi Hieron. (1900) Astéracée - Nephrodium sodiroi Baker (1877) Dryoptéridacée - Norantea sodiroi Gilg (1904) Marcgraviacée - Odontoglossum sodiroi Schltr. (1921) Orchidacée - Oncidium sodiroi Schltr. (1921) Orchidacée - Ophryosporus sodiroi Hieron. (1900) Astéracée - Oreopanax sodiroi Harms -(1918) Araliacée - Palicourea sodiroi Standl. (1940) Rubiacée - Passiflora sodiroi Harms (1922) Passifloracée - Pelexia sodiroi Schltr. (1920) Orchidacée - Peperomia sodiroi C.DC. (1898) Pipéracée - Philodendron sodiroi Hort. (1883) Aracée - Phthirusa sodiroi Diels (1937) Loranthacée - Piper sodiroi C.DC. (1898) Pipéracée - Piptocarpha sodiroi Hieron. (1900) Astéracée - Piqueria sodiroi Hieron. (1900) Astéracée - Pitcairnia sodiroi Mez (1904) Broméliacée - Pleurothallis sodiroi Schltr. (1915) Orchidacée - Poecilochroma sodiroi Dammer (1905) Solanacée - Polypodium sodiroi Christ & Rosenst. (1908) Polypodiacée - Polystichum sodiroi Christ (1905) Dryoptéridacée - Psammisia sodiroi Hoerold (1909) Ericacée - Pseudogynoxys sodiroi (Hieron.) Cuatrec. (1964) Astéracée - Psychotria sodiroi Standl. (1940) Rubiacée - Ranunculus sodiroi H.Lév. (1901) Renonculacée - Rhysolepis sodiroi (Hieron.) H.Rob. & A.J.Moore (2004) Astéracée - Sabazia sodiroi (Hieron.) B.L.Turner -(1976) Astéracée - Schefflera sodiroi Harms (1918) Araliacée - Semibegoniella sodiroi C.DC. (1908) Bégoniacée - Senecio sodiroi (Hieron.) Cuatrec. (1950) Astéracée - Sessea sodiroi Bitter (1922) Solanacée - Simsia sodiroi S.F.Blake (1913) Astéracée - Solanum sodiroi Bitter (1912) Solanacée - Sophoclesia sodiroi Hoerold (1909) Ericacée - Sphyrospermum sodiroi A.C.Sm. (1933) Ericacée - Spilanthes sodiroi Hieron. (1900) Astéracée - Steiractinia sodiroi S.F.Blake (1918) Astéracée - Stelis sodiroi Schltr. (1915) Orchidacée - Stemmatella sodiroi Hieron. (1901) Astéracée - Stenorrhynchos sodiroi Schltr. (1915) Orchidacée - Tectaria sodiroi (Baker) Maxon (1930) Dryoptéridacée - Thelypteris sodiroi C.F.Reed (1968) Thélyptéridacée - Tillandsia sodiroi Mez (1904) Broméliacée - Tridax sodiroi Hieron. (1900) Astéracée - Trigonochilum sodiroi (Schltr.) Königer (2009) Orchidacée - Verbesina sodiroi Hieron. (1900) Astéracée - Vernonia sodiroi Hieron. -(1900) Astéracée - Viguiera sodiroi S.F.Blake (1918) Astéracée - Wulffia sodiroi Hieron. -(1900) Astéracée - Xiphopteris sodiroi (Christ & Rosenst.) Crabbe (1967) Grammitidacée - Zaluzania sodiroi Hieron. (1900) Astéracée |